# Attica (Kansas)
Attica – miasto w Stanach Zjednoczonych, w stanie Kansas, w hrabstwie Harper.